# Белокрылая диука
Белокрылая диука (лат. Idiopsar speculifer) — вид птиц из семейства танагровых. Представителей вида также называют «ледниковыми птицами».

## Распространение
Обитают в Перу, Боливии, на крайнем севере Чили и Аргентины. Вид завезён на остров Пасхи, где является достаточно обычным.

## Биология
Это одна из немногих птиц, о которых известно, что они гнездятся на высокогорных ледниках. Гнездо представляет собой громоздкое сооружение в форме чаши, сделанное из травы, веток и перьев. Оно может весить до 160 г и может быть расположено прямо на льду. В апреле или мае откладывают два яйца. Птенцы покидают гнездо в июне или июле.

## История изучения
Установить факт гнездования этих птиц на ледниках помог 14-летний Спенсер Харди, чей отец Дуглас занимался исследованиями в Перу.
МСОП присвоил виду охранный статус LC.